# ファクンド・カブラル
ファクンド・カブラル（1937年5月22日 - 2011年7月9日）は、アルゼンチンのシンガーソングライター、トルバドゥールで文筆家。そのウイットに富んだ体制批判や哲学的な語り口でラテンアメリカやヨーロッパで多くの人々に愛された。

## 経歴

### 幼少・少年時代
彼の出生の前日に父親が家族を捨てていなくなる。母親と7人の兄弟とともに父親方の祖父の家で育つ。後年ファクンドは自分の出生についてラ・プラタの町の路上で生まれたと語った。最初の数年をラ・プラタ市で過ごした後、母親と兄弟とともにティエラ・デル・フエゴへ移住する。9歳の時に家出をし4ヶ月行方をくらます。家出の目的はブエノスアイレスへ行きフアン・ペロン大統領に貧乏人に職を与えるよう訴える事であった。3000キロにおよぶ長い旅路の後、ブエノスアイレスの大統領府までたどり着き、守衛の詰所へ保護された。そこで大統領と夫人エバ・ペロンに会うことになる。その時エバ・ペロンが「やっと物ではなく、仕事を要求する人に会えた。」と発言したと言われる。この会見のおかげで彼の母親は仕事を得、家族はより首都に近いTandilの町へ移住する。
少年期は苦しく荒れた時期を送り、9歳の頃から飲酒も始め、14歳の時に乱暴さから刑務所に収監される。そこでイエズス会のシモンという牧師に読み書きを習い始め、3年で小・中学の課程を修了。その時に世界の文学にも接することになった。刑期終了の一年前に脱獄し各地を流転。様々な職に就きながらも、自由人として歩み始めた。旅立ちの時、彼の母親はファクンドに「これが二つ目のそして最後のあなたへの贈り物です。一つ目は生まれ出た命、そして二つ目はこうして旅立つ自由です。」と言われたと述懐していた。

### シンガーソングライター
地方の町で歌を歌い始める。1954年2月に旅人から「山上の垂訓」の話を聴き感銘を受け、ララバイ「Vuele bajo, y empezó todo」を作曲した。1959年にはアタウアルパ・ユパンキやJosé Teodoro Larraldeにあこがれギターも弾きフォルクローレを歌い始める。マル・デル・プラタへたどり着きホテルの求人に応募したところ、オーナーが彼がギターを持っているのを見て歌手として採用された。最初は芸名”El Indio Gasparino”でレコードを出したが売れず、1970年に本名で「No soy de aquí, ni soy de allá」を発表し大ヒットする。この歌は9ヶ国語で発売されAlberto Cortez、フリオ・イグレシアス、Pedro Vargas、ニール・ダイアモンド等にカバーされた。
No soy de aquí, ni soy de allá (Ferrocabral テアトロ・レヒナでのライブ1984)の歌詞
| Me gusta el sol, Alicia y las palomas,    | 太陽が好きだ、アリシアと鳩達も、             |
| el buen cigarro y la guitarra espanola,   | 旨い葉巻もスパニッシュギターも。             |
| saltar paredes y abrir las ventanas       | 壁を乗り越え窓を開ける、                     |
| si cuando llora una mujer.                | 一人の女が泣く時は。                         |
|                                           |                                              |
| Me gusta el vino tanto como las flores    | ワインが好きだ、花と同じくらいに             |
| y los conejos y los viejos pastores       | それにウサギ達も年老いた牧師達も。           |
| el pan casero y la voz de Dolores         | 自家製のパンとドローレスの声                 |
| y el mar mojandome los pies.              | そして波に足を洗われて。                     |
|                                           |                                              |
| No soy de aquí, ni soy de allá            | 俺はここの者ではないし、向こうの者でもない   |
| no tengo edad, ni porvenir                | 歳もとらないし、未来もない                   |
| y ser feliz es mi color de identidad      | そして幸せでいることが俺らしさ。             |
|                                           |                                              |
| Me gusta estar tirado siempre en la arena | 砂浜に横たわるのがいい、                     |
| y en bicicleta perseguir a Manuela        | 自転車でマニュエラを追いかけるのも、         |
| y todo el tiempo para ver las estrellas   | ずうっと星空を見つめるのもいい               |
| con la María en el trigal                 | マリアと一緒にトーモロコシ畑で。             |
|                                           |                                              |
| No soy de aquí, ni soy de allá            | 俺はここの者ではないし、向こうの者でもない   |
| no tengo edad, ni porvenir                | 歳もとらないし、未来もない                   |
| y ser feliz es mi color de identidad      | そして幸せでいることが俺らしさ。             |
|                                           |                                              |
| Despues de andar la maravilla del mundo,  | ながらく美しい世界を旅した後                 |
| mo hay nada como regresar a patria,       | 生まれ故郷に戻れる事ほど素晴らしい事はない。 |
| y compartir la libertad que di gente      | そしてみんなからもらった自由を味わえる事     |
| tan cara tuvo que pagar.                  | 多くの犠牲をはらって得た自由を。             |

### 亡命と帰国
1976年に軍政下では反体制の歌手として知られたファクンドは亡命を余儀無くされ、メキシコに渡りそこを拠点に作曲活動を続け159ヶ国で公演した。
1984年には軍事政権から民政移管したアルゼンチンへ帰国、各地で公演し、1987年にはブエノスアイレスのフェロカリル・オエステにあるサッカースタジアムで3万5千人（APの報道によると5万人とも）を集めるコンサートを催した。1994年にはArberto Cortesと共に世界ツアーを行った。晩年ほとんど目が見えない状態でこう記述した「9歳まで黙りこくっていた、14歳まで字が読めず、40歳の時悲劇的に妻を亡くし、46歳で父親と再会した。多くの伝道者は70になり最後の居所となった宿の一室で自分の人生を振り返る。」2008年のAPのインタビューに彼は「私はいつも神様に尋ねてきた、どうしてこんなに沢山贈り物をくれるのか。あなたは私に貧困、飢え、幸せ、葛藤、啓蒙など数えきれないくらいくれた。おかげでわたしはいろいろな物を見てきました。」と語った。

### 暗殺
晩年には歩行も不自由になるが杖をつきながらも精力的にコンサートを続けた。最後のコンサートは中米のツアーであった。2011年7月5日にガテマラ市でコンサートを行い、最後に「もうみなさんに感謝の気持ちを示しました、次はケツァルテナンゴに感謝する番です、その後は神様の思うまま、だって神様は何でもお見通しなのだから。」とガテマラ市の聴衆に別れの挨拶をした。7月7日のケツァルテナンゴのコンサートは彼の代表曲 「No soy de aquí, ni soy de allá」で締め括った。
7月9日早朝、次のニカラグアでのコンサートに向けてホテルから空港へ向かった。当初はホテルのシャトルを使う予定であったが公演主催者に送ってもらうことになった。午前5:20空港への途中で3台の武装した車に襲われ死亡した。かれの乗ったSUVには数十発の弾丸が打ち込まれ、その内の8発が彼の命をたった。犯人が乗り捨てた車には自動小銃AK47と防弾チョッキが残されていた。
ガテマラの1992年のノーベル平和賞受賞者リゴベルタ・メンチュは彼が殺された場所へ駆けつけ「彼は私の師だった」と涙を流した。　アルゼンチン政府は三日間の喪に伏すと発表した。
7月12日彼の遺体はガテマラからメキシコ空軍機でブエノスアイレスへ移送された。遺体と一緒にギターと小さな鞄がひとつ届けられた、ファクンドは生前「この二つさえあれば十分だ。」と言ってツアーを続けていた。

## 思想
イエスやガンジー、サイババ、マザー・テレサ等の影響を受けた。混乱と暴力の時代の反体制の歌手であったが旧軍事政権に対する物理的抵抗活動をした記録は残っていない。自分の事を「凶暴なくらい平和主義者である」「ファーストクラスの流れ者である。」「形而上学的無政府主義者である」と語っていた。文学ではホルヘ・ルイス・ボルヘスやウォルト・ホイットマンを好んでいた。精神的な豊かさを求め、妥協せず社会の歪を糾弾しつつもユーモアを忘れる事はなかった。

## 語録
スペイン語のウィキクォートファクンド・カブラルの語録より(一部のみ)
- 一日一日が良い知らせである。子供の誕生は良い知らせである。礼節を持った人は良い知らせである。一人の歌い手は良い知らせである。一人歌い手が増えれば、一人兵隊が少なくなるから。
- 征服者(支配者)は征服したものを守ることにとらわれ、征服した筈のものの奴隷になる。
- 考えてみなさい。あなたがしている仕事は、金を払ってでもしてもらわないといけない程、悪い事なのでしょう。
- 神様は金を何に使ったかは尋ねはしない。しかし人生に不可欠な幸せをどうしたのかは尋ねるだろう。
- ニューヨークのリンカーンセンターでの公演の後、一人の新聞記者に言われました。「あなたの言ったことにはほとんど同感です。ひとつだけ神が公正であるというのは納得できない。もしそうなら、あなたはフーリオ・イグレシアスぐらいに成功して豊かになっている筈だ」と。私は彼にこう答えました、「そうですもちろん神は公正なのです。フーリオはそれを望んだ。だから成功して豊かになった。私も、欲しい物を神は与えてくれました。それは自由です。」と。
- 貧しさは美徳ではありません。がそれはあなたを自由へと導いてくれる。
- 社会は悪で溢れている、ワルの悪行と善人の沈黙と。

## ディスコグラフィー
以下不完全なリストである。
- El Carnaval Del Mundo,
- Ferrocarril (1984, Universal music) en vivo.
- Pateando nachos; en vivo en Estadio Chico, de Quilmes (1984)
- Cabralgando, en vivo (1985)
- Entre Dios y el Diablo (1986)
- Hombre de siempre...
- El profeta de Gibrhan
- Gracias a la vida
- Sentires
- Reflexiones
- Este es un nuevo día
- El oficio de cantor
- Secreto
- Recuerdos de oro
- Época de oro
- Mi Vida con Waldo de los Ríos,
- El Mundo Estaba Tranquilo Cuando Yo Nací,
- No estás deprimido, estás distraído (2005, Audiolibro)
- Cantar sólo cantar / Cabral sólo Cabral, volúmenes 1 y 2 (2006)

Alberto Cortezと 
- Lo Cortez no quita lo Cabral, Vol. 1 en vivo (1994) ("No soy de aquí..", juntos)
- Lo Cortez no quita lo Cabral, Vol. 2 en vivo (1995) ("No soy de aquí..", Video)
- Cortezías y Cabralidades - Vol I y II (1998)

## 著作
- Paraíso a la deriva
- Conversaciones con Facundo Cabral
- Mi Abuela y yo
- Salmos
- Borges y yo
- Ayer soñé que podía y hoy puedo
- Cuaderno de Facundo
- No estás deprimido, estás distraído.
- Los papeles de Cabral

## その他
- ブエノスアイレス名誉市民[3]
- 1996年に国連ピース・メッセンジャーに就任[1]。
- コスタリカ大統領でノーベル平和賞受賞者のオスカル・アリアス・サンチェスはファクンドをノーベル平和賞に推薦した。
- アムネスティ・インターナショナルの名誉会員であった[4]。